# Suchý záchod

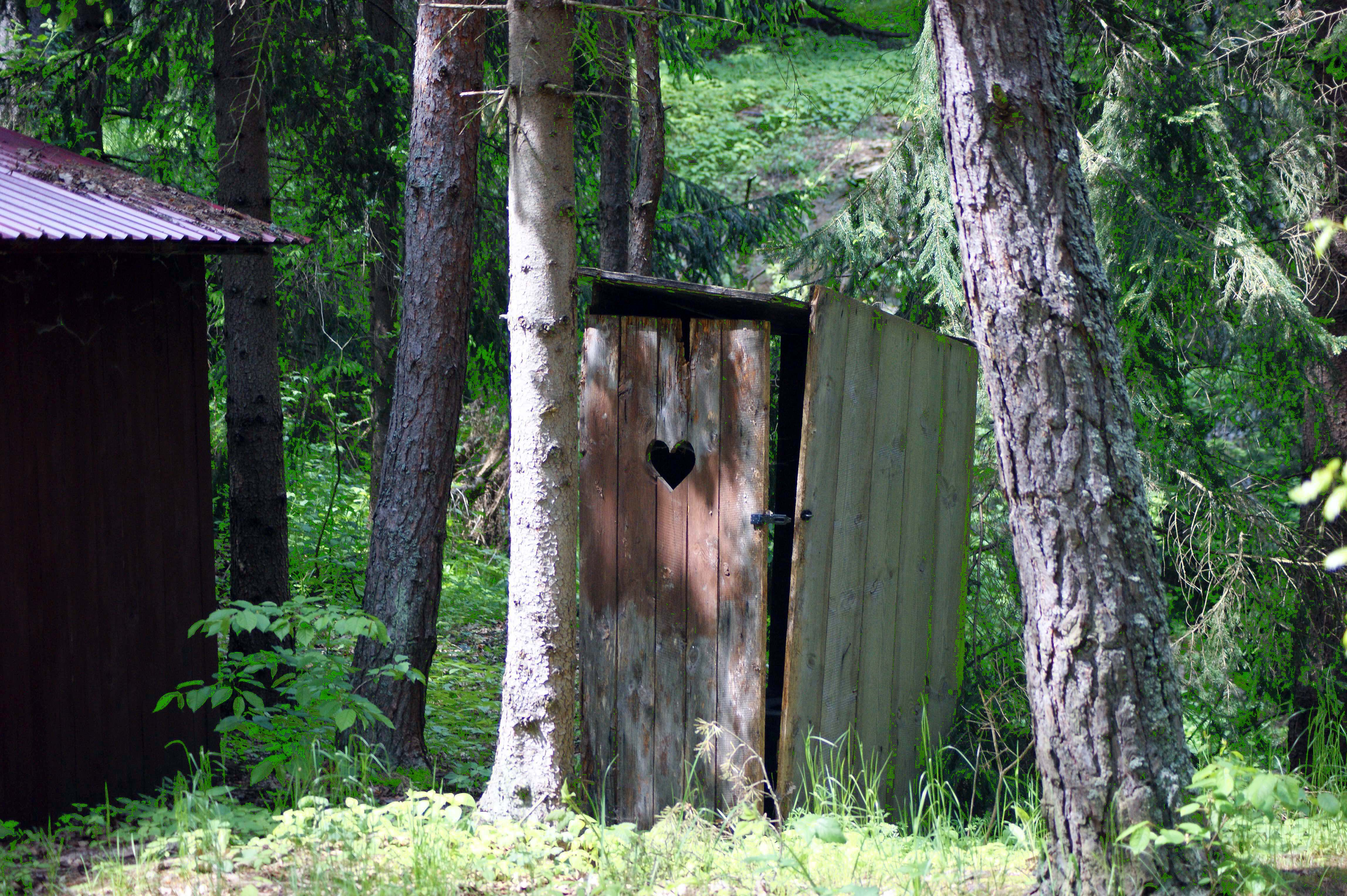
Suchý záchod v Litohoři

Suchý záchod je typ záchodu, který na rozdíl od splachovací toalety funguje bez splachování vodou. Suchá toaleta může mít zvýšený podstavec (mísu), na kterém může uživatel sedět, nebo nízkou mísu, nad kterou uživatel dřepí (v případě tureckého záchoda).

## Typy
Existuje několik typů toalet, které jsou označovány jako „suché toalety“. Všechny pracují bez splachovací vody a bez připojení k kanalizaci nebo septiku:
- Kompostovací toaleta (ve většině případů bez odklonu moči)
- Suchá toaleta odvádějící moč – s odklonem moči, jak název napovídá
- Toalety na bázi kontejnerů – kde jsou výkaly shromažďovány v uzavíratelných, odnímatelných nádobách, které jsou přepravovány do zařízení na zpracování
- Kyblíkový záchod – jednoduchý typ suché toalety sestávající pouze z kbelíku, který může být obohacen o odklon moči a víko
- Polní latrína, polní záchod (patří mezi suché, pokud není vybaven sifonem – zápachovou uzávěrkou)
- Arborloo – který je podobný latríně, ale má mnohem mělčí jámu a je určen pro výrobu kompostu v jámě
- Spalovací toalety, mrazicí toalety – toalety s komplikovanější technologií a vyššími náklady
- Chemická toaleta – shromažďuje výkaly v nádrži a k minimalizaci zápachu používá chemické prostředky
- Suchý záchod (latrína) pro činžovní patrové domy, která je bez sifonu a je napojena buď na svislou šachtu nebo potrubí.[2]

Na univerzitách se vyvíjejí další typy suchých toalet, například od roku 2012 financované Nadací Billa a Melindy Gatesových. Takové toalety mají fungovat mimo síť bez připojení k vodovodu, kanalizaci nebo elektrickému vedení.